# Spinther citrina
Spinther citrina är en ringmaskart som först beskrevs av William Stimpson 1854.  Spinther citrina ingår i släktet Spinther och familjen Spintheridae. Inga underarter finns listade i Catalogue of Life.